# John Oxenham
John Oxenham, explorateur, pirate et corsaire anglais, il est le premier aventurier non espagnol à franchir l'isthme de Panama à pied en 1575, en escaladant la cordillère côtière, pour passer à l'océan Pacifique, alors appelé Mers du Sud.
Parti d'Acla dans le Darién, il descendit le rio Chuchunaque, qui avait été utilisé aussi par Vasco Núñez de Balboa pour traverser le Panama vers l'actuel océan Pacifique en 1513, en longeant tout d'abord la côte de Santa Maria la Antigua del Darién jusqu'à la ville de Careta, proche d'Acla, puis en faisant aider par les Indiens pour la traversée de l'isthme par les rivières.

## Biographie

### Première expédition
En mai 1572, John Oxenham participa à une expédition en Amérique centrale de Francis Drake et deux frères de celui-ci, John et Joseph, qui moururent pendant le voyage. Ils partirent de Plymouth avec deux petits bâtiments, le Pasha et le Swanet, et 73 hommes puis s'établirent dans une crique de l'isthme de Panama, et effectuèrent des incursions sur l'île des Pins, Carthagène et Nombre de Dios, pour détourner l'attention des Espagnols. Aidé par « les Nègres marrons » autochtones dont il a su gagner l'aide, il se mit en embuscade sur la route de Nombre de Dios et bondit sur un convoi de mulets qui passait pendant la nuit. La faible garde s'enfuit et Francis Drake réussit à regagner le port de Plymouth en août 1573 en se soustrayant aux poursuites espagnole, maître d'un trésor qui dépassait grandement ses espérances.

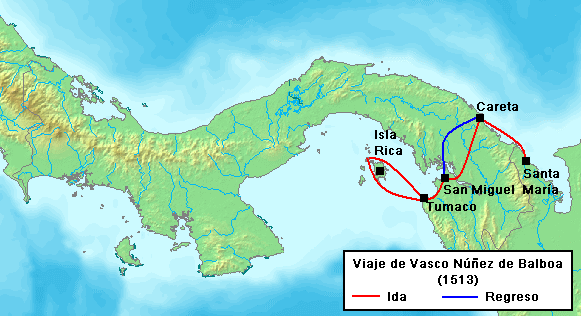
L'expédition de Balboa vers le Pacifique 1513 (aller en rouge, retour en bleu).

### Seconde expédition
En 1576 Oxenham partit de Plymouth avec un navire de cent quarante tonneaux et soixante-dix hommes d'équipage, et débarqua sur l'isthme de Darien, où il tenta quelques coups de main sur des cités à l'est de Carthagène, surtout pour se procurer des vivres.
Il apprit des Indiens que le trésor royal de l'empire espagnol était, conformément à une nouvelle ordonnance, escorté d'un fort détachement de troupes. Il se rendit sur le site qui deviendra plus tard le Rendez-vous de l'île d'Or. Il cacha son bâtiment au fond du golfe d'Acla avec des branches d'arbres et enterra tous ses canons, à l'exception de deux qu'il emporta avec lui, avec bon nombre de fusils. Il escalada la cordillère proche de la côte atlantique et tomba par chance sur une cité de cimarrones, à Vallano. Il prit pour guides dix Noirs marrons qu'il rencontra, les Espagnols ayant fait venir des esclaves noirs au moment où ils exploitaient les mines d'or du rio Choco.
Il descendit une rivière (non identifiée) qui se jette le Pacifique en construisant sa propre embarcation de quarante-cinq pieds de long (quinze mètres de long) et descendit le fleuve jusqu'à la "mer du sud", et passa de là aux Archipel des perles (Las Perlas), situées légèrement au nord-ouest de la côte. Après plusieurs prises, il tenta de remonter la rivière qu'il avait descendue. Mais des Noirs marrons étaient allés informer les espagnols de la ville de Panama de ce qui se passait. Le gouverneur envoya à la poursuite des Anglais quatre barques et cent soldats, ainsi que quelques Indiens "aux ordres de Juan de Ortéga", qui partit pour les Archipel des perles (Las Perlas), où il s'assura de la route qu'Oxenham avait prise. Le convoi anglais fut rattrapé en deux temps. Oxenham est pris par les Espagnols en 1577, jugé comme hérétique et mis à mort avec plusieurs de ses hommes, à Lima, au Pérou, seuls cinq enfants étant épargnés "à cause de leur âge".
Juste après, de 1577 à 1580, son ami et ex-capitaine Francis Drake fut le premier Anglais avec l'approbation de la reine Élisabeth Ire d'Angleterre, à faire un quasi-tour du monde, grâce à des pilotes portugais, en passant pour sa part de l'océan Atlantique au Pacifique par le détroit de Magellan.
Le romancier britannique Charles Kingsley, associé au West Country consacra au XIXe siècle un roman complet à John Oxenham, appelé Westward Ho!.

## Sources
- M. D. B. WARDÉM, ancien Consul Général des États-Unis d'Amérique, à Paris, membre de l'Académie royale des sciences.
- L'art de vérifier les dates
- Westward Ho!, par Charles Kingsley
- Récit par un témoin, en version réécrite